# 포곡읍

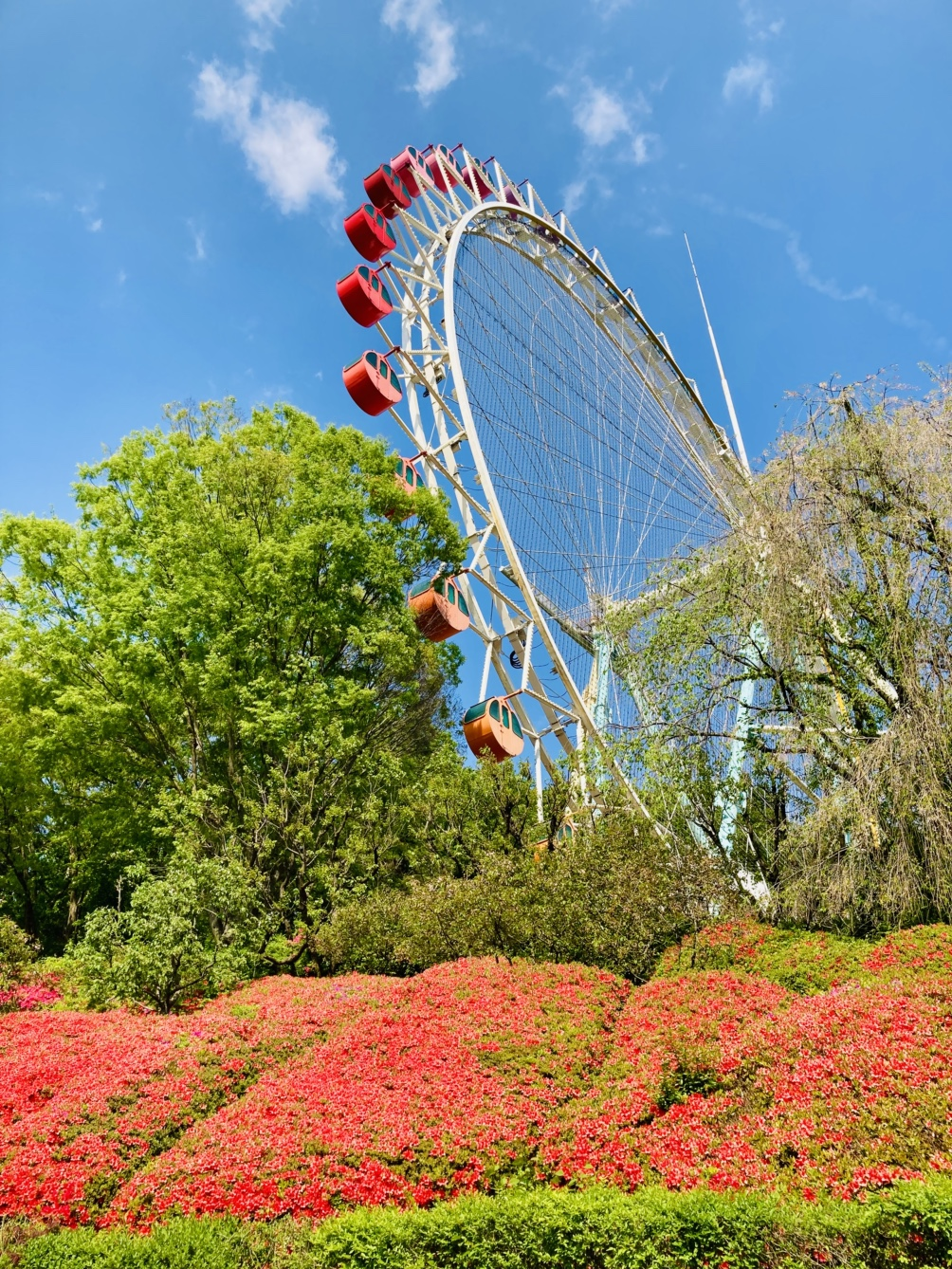
처인구 포곡읍에 있는 에버랜드(처인구 포곡읍 에버랜드로199)

포곡읍(蒲谷邑)은 경기도 용인시 처인구 북부에 위치한 읍이다. 포곡(蒲谷)이라는 이름은 인근 하천인 경안천 주변에 무수히 많은 창포가 자생하고 있어 “창포의 고장”이라 불리기 시작한데서 유래한 것이다. 북쪽엔 모현읍, 서쪽엔 기흥구, 동쪽엔 광주시와 접한다.

## 연혁
- 1572년 (선조 5년) : 향치(薌治) 행정
- 1910년 9월 1일 : 포곡향에서 포곡면으로 개칭
- 1914년 4월 1일 : 행정구역 개편에 따라 수여면의 일부인 금어리를 편입
- 1996년 3월 1일 : 용인군이 용인시로 승격됨에 따라 용인시 포곡면이 됨
- 2005년 10월 31일 : 포곡읍으로 승격

## 행정 구역
본래 신원, 유실, 소운, 전곶, 신대, 동막, 이성, 부곡, 냉천, 가실, 마가실, 성저, 영곡, 허문, 둔전, 두계, 당곡, 도사 18개 동리가 있었는데 1914년 행정구역 개편에 따라 수여면의 금천과 어매곡을 합치고 총 20개 동리를 조정하여 삼계리, 금어리, 둔전리, 영문리, 마성리, 가실리, 전대리, 유운리, 신원리 등 9개의 리로 개편하였다.
| 법정리 | 한자명 | 행정리 | 비고                         |
| ------ | ------ | --- | ---------------------------- |
| 가실리 | 稼室里 | 가실리 | 무인촌;비거주지☞전대3리 소속 |
| 금어리 | 金魚里 | 금어1리, 금어2리, 금어3리 |                              |
| 둔전리 | 屯田里 | 둔전1리, 둔전2리, 둔전3리, 둔전4리, 둔전5리, 둔전6리, 둔전7리, 둔전8리, 둔전9리, 둔전10리, 둔전11리, 둔전12리, 둔전13리, 둔전14리, 둔전15리, 둔전16리 |                              |
| 마성리 | 麻城里 | 마성1리, 마성2리, 마성3리 |                              |
| 삼계리 | 三溪里 | 삼계1리, 삼계2리, 삼계3리, 삼계4리, 삼계5리, 삼계6리, 삼계7리                                                                                         |                              |
| 신원리 | 新院里 | 신원1리, 신원2리, 신원3리, 신원4리 |                              |
| 영문리 | 英門里 | 영문1리, 영문2리, 영문3리, 영문4리 |                              |
| 유운리 | 留雲里 | 유운1리, 유운2리 |                              |
| 전대리 | 前垈里 | 전대1리, 전대2리, 전대3리, 전대4리, 전대5리, 전대6리, 전대7리                                                                                         |                              |

## 인구

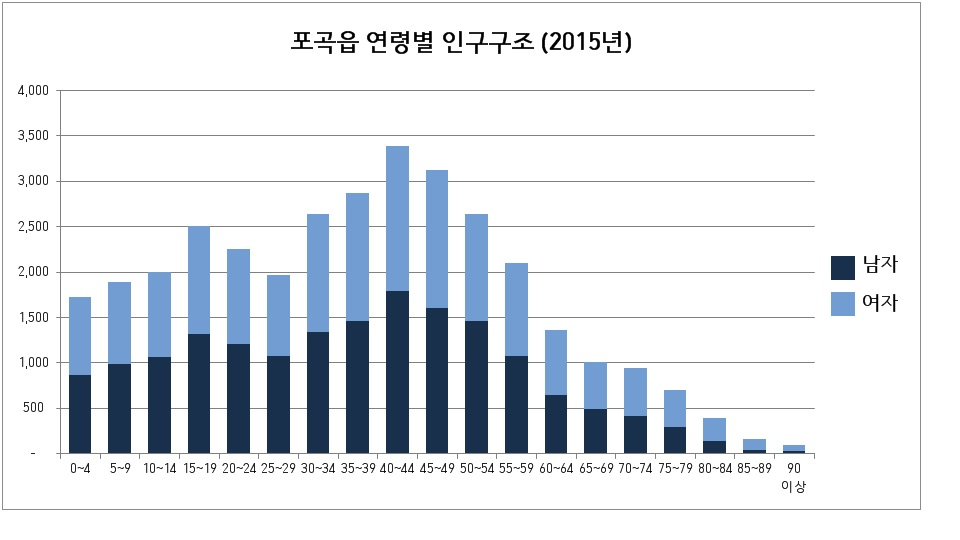
포곡읍 연령별 인구구조

### 인구 구성
포곡읍의 인구는 35,664명(2017년 3월 31일 기준, 내국인)으로 용인시 전체 인구의 3.5%를 차지한다. 남자는 18,296명, 여자는 17,366명이며 세대수는 14,147세대이다. 이중 외국인은 713명이다.

### 산업별 종사자 현황
2014년 현재 포곡읍의 산업 총종사자 수는 12,843명이다. 이중 제조업 종사자 수가 3,398명으로 가장 비중이 높다. 포곡읍에는 에버랜드가 위치하고 있어 여가관련 서비스업 종사자가 2,154명으로 두번째로 비중이 높다. 그 외에 도소매업 종사자는 1,500명, 숙박 및 음식업 종사자는 1,243명, 교육서비스업 종사자는 1,062명으로 비중이 높다.

## 관광 시설
현재 포곡읍 관내의 상당부를 삼성 산업부가 소유하고 있으며, 다음은 모두 삼성 산하의 기관이다.
- 에버랜드
- 캐리비안베이
- 호암미술관
- 삼성교통박물관

## 교통 시설
- 영동고속도로와 국도 제45호선이 관통하고 마성 나들목에서 에버랜드로 바로 통한다.
- 용인경전철의 종점과 준종점이 위치한다.

## 아파트
| 단지명                    | 건설사         | 시행사                                   | 주소                            | 입주              | 비고 |
| ------------------------- | -------------- | ---------------------------------------- | ------------------------------- | ----------------- | ---- |
| 인정멜로디                | 인정건설㈜     | 인정건설㈜                               | 포곡읍 포곡로61번길 17 (둔전리) | 1998년 7월        |      |
| 배머루마을 베네치아빌리지 | 인정건설㈜     | 인정건설㈜                               | 포곡읍 영문로 64 (영문리)       | 2002년 3월        |      |
| 금전마을 계룡리슈빌       | 계룡건설산업   | ㈜센터니엘                               | 포곡읍 둔전로 15 (둔전리)       | 2006년 4월        |      |
| 용인 둔전역 에피트        | HL디앤아이한라 | ㈜코리아신탁 ㈜케이디개발 ㈜니소스디앤씨 |                                 | 2027년 6월 (예정) |      |